# Japaner (Kaninchenrasse)

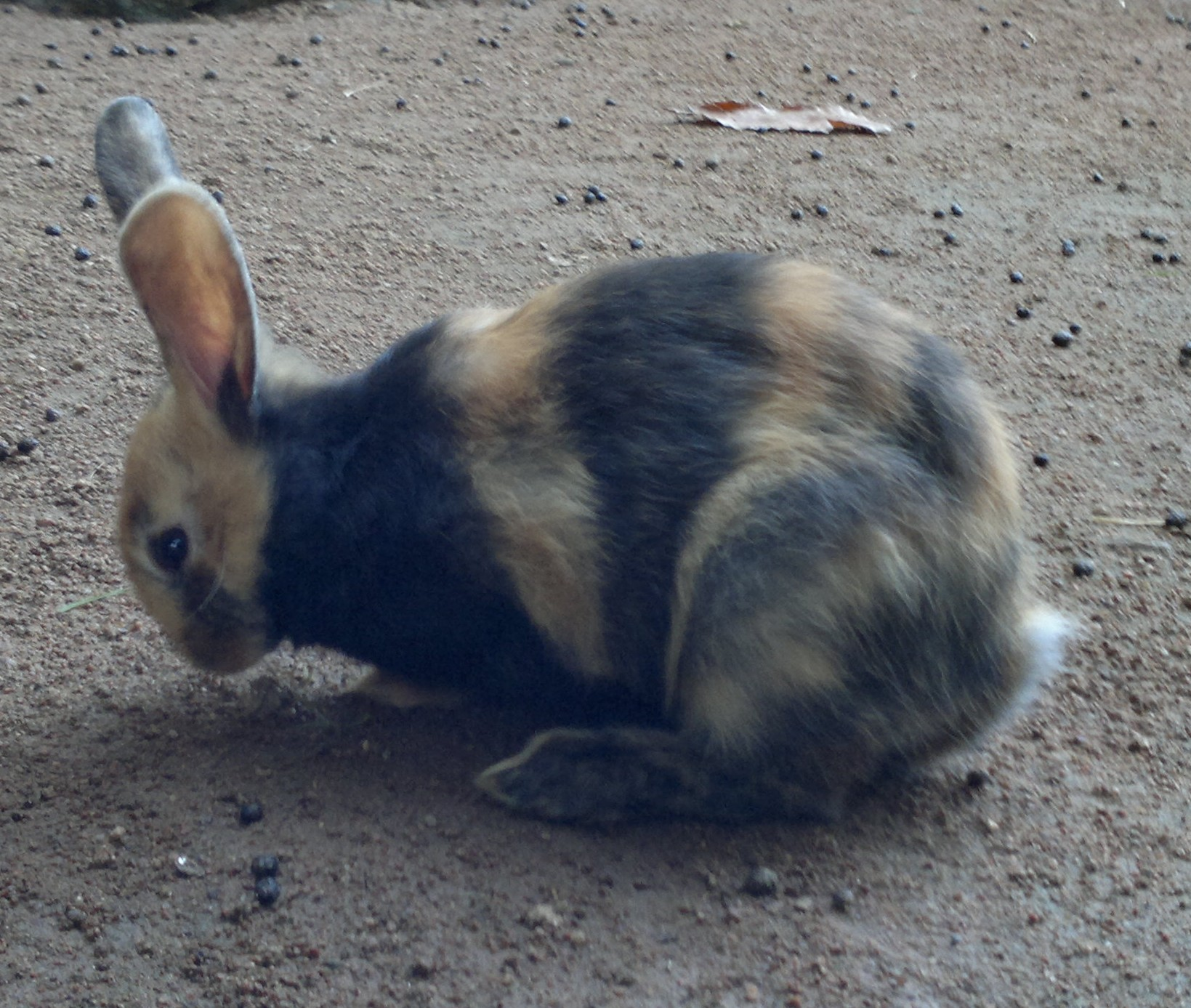
Japanerkaninchen

Das Japanerkaninchen ist eine mittelgroße Kaninchenrasse mit einem Gewicht von 3,75 bis 4,25 kg.

## Aussehen des Japanerkaninchens
Die Farbe der Japanerkaninchen besteht aus gelben und schwarzen Farbfeldern. Angestrebt wird heute eine Verteilung der Farben in möglichst reine Farbfelder, die nicht mit andersfarbigen Haaren durchsetzt sein sollen. Der ganze Körper soll mit nicht zu großen Farbfeldern bedeckt sein, dabei wird eine auf den beiden Körperhälften jeweils versetzte Streifenzeichnung gewünscht. Für die Kopfzeichnung wird eine Kreuzzeichnung angestrebt, d. h. eine Seite des Kopfes soll schwarz, die andere gelb sein, mit jeweils entgegensetzt gefärbten Ohren. Der Name Japaner scheint ein Phantasieprodukt seiner französischen Züchter zu sein, mit einer Herkunft aus Japan hat er nicht zu tun.
In Großbritannien und in den USA ist der Japaner als Harlequin bekannt, die Rasse wurde, wie Sandford schreibt, während des Zweiten Weltkrieges „in einem Ausbruch patriotischen Gefühls“ umbenannt. In Großbritannien sind neben dem schwarzen-gelben auch ein blau-gelber, braun-gelber und fehfarbig-gelber Farbenschlag anerkannt.
Die Färbung des Japanerkaninchens wird hervorgerufen durch eine Mutation des Gens für die Ausbildung von Schwarz (Gelbserie, Symbol Deutsch B, international E) zu bj bzw. ej.
Unklar ist, ob in allen Japanerzuchten, wie dies angestrebt wird, der Wildfarbigkeitsfaktor G/A durch den Faktor für Einfarbigkeit g/a verdrängt wurde. Die Erbformel des Japanerkaninchens lautet demnach: AbjCDG(g) (Deutsche Symbolik) bzw. A(a)BCDej (Englische Symbolik).

## Geschichte des Japanerkaninchens
Wie Hochstrasser annimmt, existieren schon sehr lange Kaninchen, die eine Japanerzeichnung zeigen, allerdings wurden diese nicht weiter beachtet und nicht planmäßig zu einer Rasse entwickelt. Dorn schreibt zur Entstehung und Namensgebung des Japanerkaninchens:

„Seine Entstehung ist völlig unbekannt und es ist zwecklos, über seine Herkunft irgendwelche Vermutungen anzustellen und Konstruktionen zu entwickeln. Fest steht allein, dass wir über das Werden dieser Rasse nichts wissen. Es ist ebenso ungeklärt, welcher Spaßvogel den Namen der Rasse ersann und welchen Grund er hierfür hatte.“

1887 wurden erstmals Kaninchen unter dem Namen Japaner in Paris gezeigt. Die Zeichnung der damaligen Tiere wies auch noch weiße Anteile auf, die erst im Laufe der Zeit weggezüchtet wurden. Von Frankreich aus gelangten die Japanerkaninchen in die Schweiz, wo bereits 1896 eine erste Bewertungsskala für diese Rasse veröffentlicht wurde und über England nach Deutschland.
In Deutschland machte sich besondere August Lange in Freiberg um diese Rasse verdient. Unter den deutschen Züchtern war lange umstritten, welche Farbverteilung der Japaner haben sollte; während ein Teil der Züchter ein möglichst bunt wirkendes Kaninchen mit runden Flecken haben wollte („geblümte Zeichnung“), legte ein anderer Teil großen Wert auf eine regelmäßige, quasi schachbrettartige Verteilung der Farbfelder, bestehend aus Farbstreifen, die möglichst akkurat auf der Rückenlinie versetzt angeordnet sind. Nachdem lange Zeit ein Kompromiss gegolten hatte, nach dem beide Zeichnungsbilder gleichwertig waren, einigten sich 1960 die damaligen Verbände ZDK (heute ZDRK) und VKSK  darauf, das Zuchtziel auf die regelmäßige Verteilung der Farbfelder zu legen, während im BDK nach wie vor beide Zeichnungsvarianten möglich sind.
Heute sind Japanerkaninchen regelmäßig auf Ausstellungen zu sehen.

## Ähnliche Rassen
Das kleinere Rhönkaninchen verdankt seine Färbung ebenfalls dem Japanerfaktor, allerdings in Kombination mit dem Chinchillafaktor, der zu einer schwarz-weißen Färbung führt, im Gegensatz zum Japanerkaninchen wird hier eine ungleichmäßige, getupfte Verteilung der Farbfelder verlangt.
Die Rheinische Schecke sowie das „Kleinscheckenkaninchen“ (Tschechische Schecke/Dreifarbenschecke), das dreifarbige Dalmatiner-Rex sowie das Dreifarben-Schecken-Rex kombinieren den Japanerfaktor mit der Anlage für Punktscheckung.
Das Jamorakaninchen ist eine kleine Langhaarrasse, die Japaner-Rexe eine Kurzhaarrasse, die ebenfalls die Japanerzeichnung zeigen. In vielen weiteren Rassen ist die Japanerzeichnung zulässig: Holländerkaninchen, Farbenzwerge, Zwergwidder/Widderzwerge, Löwen- und Teddykaninchen, Kleinrex (japanerfarbig und Königsmantelschecke) u.v. a.m.